# Osztovits Ádám
Osztovits Ádám közgazdász, vállalati stratéga és tanácsadó, a PricewaterhouseCoopers volt cégtársa.  

## Pályafutása
Tanulmányait a Budapesti Közgazdaságtudományi Egyetemen (BKE, ma Corvinus Egyetem) végezte, és diplomát szerzett az angliai Hull University-n is.
Szakmai pályafutása során kulcs szerepet töltött be a PwC Magyarországnál, ahol több mint hét évig vezette az üzleti tanácsadás (Advisory) üzletágat.   Emellett a PwC közép-kelet-európai régiós igazgatóságának tagjaként tevékenykedett, a stratégiai és transzformációs megújulásért volt felelős 29 országban. Ebben a szerepkörben nemcsak Magyarországon, hanem a teljes közép-kelet-európai térségben irányította a vállalati modernizációs és növekedési programokat, különös tekintettel a digitalizáció, szervezeti átalakulás és új üzleti modellek kialakítása területén.
Publicisztikai tevékenysége is figyelemre méltó: rendszeresen közli cikkeit gazdasági, üzleti és társadalmi témákban az Index.hu, a Portfolio.hu és a Forbes Magyarország. Írásaiban közérthető stílusban tárja fel a munkaerőpiac változásait, a technológiai innovációk hatását, valamint a globális gazdasági, utazási trendek és kihívások mozgatórugóit. 
Közgazdasági ismeretterjesztőként is ismert: ő fordította magyarra Todd G. Buchholz „Új ötletek halott közgazdászoktól” című művét, amely szellemesen és tanulságosan mutatja be a közgazdaságtan nagy gondolkodóinak nézeteit.
Személyes érdeklődési területei közé tartozik az utazás, a golf és a kortárs társadalmi-gazdasági jelenségek iránti élénk figyelem.
A szakmai világon túl, pletykák szerint, írói alteregóként is aktív: Ádám O. Gábor néven szatirikus, rendszerkritikus prózai műveket alkot, amelyek ironikus hangvételben ábrázolják a globalizált világ, az utazás, a multikulti és a vállalati szféra abszurd, groteszk arcát. Első kötete, a Budapesti patkányok a világ körül 2025-ben jelent meg a Libri csoportnál, a Hitel Könyvkiadó gondozásában. A mű egy rendhagyó úti novellagyűjtemény, amely négy barát – Polgi, Dottore, Ügyvéd úr és Mon’y – kalandjait követi nyomon, akik egy átmulatott éjszaka után úgy döntenek, elmenekülnek a magyar valóságból, és bejárják Európa és a világ bulifővárosait.